# Maçanet de la Selva
Maçanet de la Selva és una vila i municipi de la comarca de la Selva, Catalunya.

## Geografia
- Llista de topònims de Maçanet de la Selva (Orografia: muntanyes, serres, collades, indrets..; hidrografia: rius, fonts...; edificis: cases, masies, esglésies, etc).

Maçanet de la Selva té 45,21 km² d'extensió i es troba al sector meridional de la comarca de la Selva, al límit amb la del Maresme. Limita amb els termes municipals de Sils i Riudarenes al nord; Massanes a l'oest; Fogars de la Selva, Tordera i Lloret de Mar al sud, i Vidreres a l'est.
El travessa la riera Torderola i limita amb la riera de Santa Coloma i la séquia de l'estany de Sils.
Al sud i l'oest Maçanet està envoltat per una zona muntanyosa que mira cap al nord, on el paisatge és més pla. El més important d'aquests turons és el turó de Montbarbat (332 m) que pertany a la Serralada Litoral i és de constitució granítica. Aquest turó separa els termes de Maçanet, Lloret i Tordera. Altres turons són el de Turó de Puigmarí (226 m), de ca l'Oller (196 m) i de Sant Jordi (181 m). Tots ells d'origen volcànic, originats en erupcions que daten d'uns 2 a 9 milions d'anys, amb roques dures en profunditat (basalt) i poroses en superfície (pedra fosca). Al municipi hi ha una pedrera que explota aquestes roques, la pedrera de Can Súria.

### Comunicacions
És a 27 km de Girona i 15 km de Lloret de Mar. El municipi està molt ben comunicat per carretera i per tren. Per carretera s'hi arriba per la sortida número 9 de l'autopista A-7 direcció a França. També és a prop de la carretera N-II. Pel que fa al tren, als afores del municipi es troba l'Estació de Maçanet-Massanes, per on circulen trens de les línies R1 i R2 Nord de Rodalies de Catalunya i la línia R11 de Mitjana Distància.

## Entitats de població
El poble es divideix en vuit veïnats: Comajuliana, l'Estany, Marata, Miquel Ferrer, Pibitller, Puigmarí, Pujol i Soliva, i comprèn també la parròquia de Martorell.
| Entitat de població          | Habitants (2023) |
| Maçanet de la Selva          | 3.234            |
| Maçanet Residencial Parc     | 2.515            |
| Pantans de Montbarbat        | 843              |
| Mas Altaba                   | 687              |
| el Molí                      | 175              |
| el Pibitller                 | 80               |
| Martorell de la Selva        | 73               |
| el Pujol                     | 45               |
| Marata                       | 39               |
| Comajuliana                  | 38               |
| Soliva                       | 35               |
| Veïnat de l'Estany           | 24               |
| Veïnat de Miquel Ferrer      | 20               |
| Puigmarí                     | 15               |
| Polígon industrial Can Roure | 0                |
| Polígon industrial Puigtió   | 0                |
| Font: Idescat                |                  |

## Història
El nom de Maçanet apareix per primera vegada en un document de l'any 919 amb el nom de Mazanedo. Els filòlegs atribueixen l'origen del topònim Maçanet al nom llatí mattianum, que designa una varietat de pomes. El sufix etum significa un col·lectiu aplicat a plantacions i boscos. Per tant, Maçanet significa un pomerar o una plantació de pomeres.

### Demografia

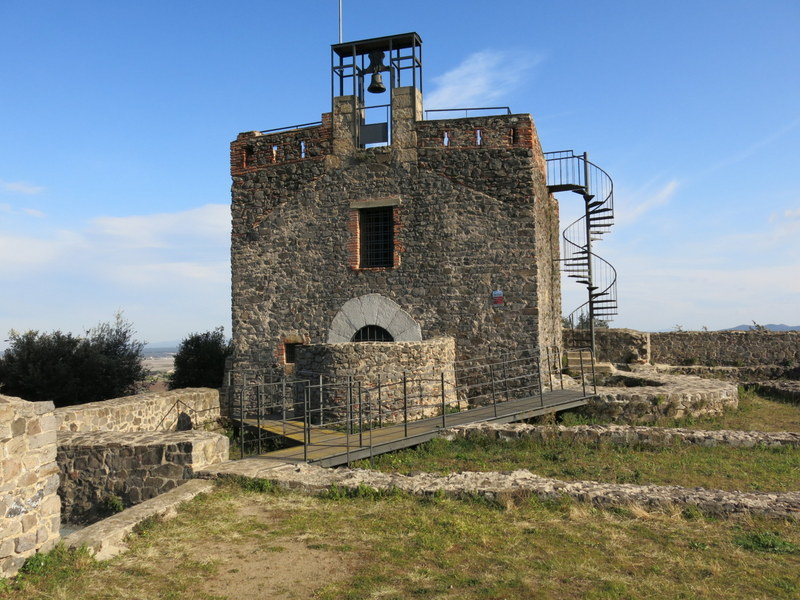
Castell de Torcafelló

| 1497 f | 1515 f | 1553 f | 1717 | 1787 | 1857  | 1877  | 1887  | 1900  | 1910  |
| ------ | ------ | ------ | ---- | ---- | ----- | ----- | ----- | ----- | ----- |
| 70     | 88     | 104    | 260  | 934  | 2.138 | 1.868 | 2.001 | 1.462 | 1.802 |

| 1920  | 1930  | 1940  | 1950  | 1960  | 1970  | 1981  | 1990  | 1992  | 1994  |
| ----- | ----- | ----- | ----- | ----- | ----- | ----- | ----- | ----- | ----- |
| 1.785 | 1.653 | 1.671 | 1.558 | 1.557 | 1.525 | 2.134 | 2.966 | 3.004 | 3.004 |

| 1996  | 1998  | 2000  | 2002  | 2004  | 2006  | 2008  | 2010  | 2012  | 2014  |
| ----- | ----- | ----- | ----- | ----- | ----- | ----- | ----- | ----- | ----- |
| 3.263 | 3.472 | 3.814 | 4.194 | 4.913 | 5.712 | 6.611 | 7.020 | 7.175 | 6.963 |

| 2016  | 2018  | 2020  | 2022  | 2024  | 2026 | 2028 | 2030 | 2032 | 2034 |
| ----- | ----- | ----- | ----- | ----- | ---- | ---- | ---- | ---- | ---- |
| 6.819 | 6.919 | 7.066 | 7.572 | 7.962 | -    | -    | -    | -    | -    |

## Llocs d'interès
- Església parroquial de Sant Llorenç. D'origen romànic (conserva l'absis), si bé ha sofert moltes modificacions posteriors. S'hi venera una imatge gòtica d'alabastre coneguda amb el nom de la Mare de Déu de Cabrera.
- Poblat ibèric de Montbarbat
- Castell de Torcafelló
- Torre de Telegrafia Òptica de Puigmarí
- Torre de Marata
- Torre de Cartellà
- Pou de glaç de Buscastell
- Pont Vell o del Dimoni
- Palau de Foixà
- Església de Sant Pere de Martorell
- Monestir de Santa Maria de Valldemaria. Fou el primer monestir de monges cistercenques dels Països Catalans. Fundat l'any 1159, al segle XV entrà en decadència i des de la segona meitat del segle xvi deixà de ser monestir per esdevenir una explotació pagesa. De l'antic monestir només en resta l'església del segle xii, força mutilada, unida a una masia del segle XVII. Actualment serveix de graner i magatzem particular.

## Festes
Les festes patronals se celebren el 10 d'agost, dia de Sant Llorenç.

## Associacions
- Grup de Música i Teatre El Gínjol

- Club de Hoquei SHUM Maçanet[2]

- Grup Excursionista Amics de l'Esport[3]

- Club de futbol UE Maçanet